# Rio Duda
O Rio Duda é um rio da Romênia, afluente do Pruteţ, localizado no distrito de Vaslui.